# Rudolf Kučera (Fußballspieler)
Rudolf Kučera (* 23. Januar 1940 in Spytihněv; † 11. Mai 2024 in Prag) war ein tschechoslowakischer Fußballspieler.

## Karriere

### Vereine
Kučera begann in seinem Geburtsort mit dem Fußballspielen und setzte es innerhalb des Bezirks Zlin in Napajedla von 1952 bis 1956 fort. Zuletzt in der Altersklasse U19 für den TJ Gottwaldov aktiv, wurde er von Dukla Prag unter Vertrag genommen.
Er bestritt von 1959 bis 1964 78 Punktspiele in der 1. fotbalová liga, der seinerzeit höchsten Spielklasse im tschechoslowakischen Fußball, in denen er mit 44 Toren eine beachtliche Quote erzielte. Am Ende seiner Premierensaison trug er mit zwei Toren in 13 Punktspielen zum zweiten Platz in der Meisterschaft – zwei Punkte hinter Neuling und Überraschungsmeister Spartak Hradec Králové – bei. In seinen vier weiteren Saisons, in denen er 42 Tore in 55 Punktspielen erzielte, schloss er diese mit seiner Mannschaft jeweils als Meister ab; am 3. Dezember 1961 gewann er zudem den nationalen Vereinspokal, da Dynamo Žilina mit 3:0 in Olmütz bezwungen werden konnte. Aufgrund der in Folge errungenen Meisterschaften, nahm er mit seiner Mannschaft auch am Wettbewerb um den Europapokal der Landesmeister teil. Bei seinen drei Teilnahmen bestritt er insgesamt 14 internationale Pokalspiele, in denen er bei der ersten und dritten jeweils fünf Tore erzielte. International debütierte er mit seiner Mannschaft bereits am 3. Juli 1960 im Wiener Stadion Hohe Warte bei der 1:2-Niederlage gegen den Wiener Sport-Club im Spiel der Gruppe 1 im 1955 wiederbelebten Wettbewerb um den Mitropapokal. Im Rückspiel am 10. Juli 1960 im Prager Stadion Juliska erzielte er beim 2:1-Sieg das Tor zur 1:0-Führung in der 25. Minute.

### Nationalmannschaft
Kučera bestritt für die A-Nationalmannschaft sieben Länderspiele. Er debütierte am 8. Oktober 1961 in Dublin beim 3:1-Sieg über die Nationalmannschaft Irlands im zweiten Spiel der WM-Qualifikationsgruppe 8. Auch im Entscheidungsspiel gegen die Nationalmannschaft Schottlands, das in Brüssel am 29. November 1961 mit 4:2 n. V. gewonnen wurde, kam er zum Einsatz. Verletzungsbedingt gehörte er jedoch nicht zum Aufgebot bei der Weltmeisterschaft 1962. In jenem Jahr bestritt er zwei in Freundschaft ausgetragene und ein EM-Qualifikationsspiel der Vorrunde sowie im Jahr 1963 jeweils ein Freundschafts- und EM-Qualifikationsspiel. Beim 6:0-Sieg über die Nationalmannschaft Österreichs am 16. September 1962 erzielte er im Praterstadion mit den Treffern zum 1:0 in der 14. und 5:0 in der 65. Minute seine ersten beiden Länderspieltore.

## Erfolge
- Tschechoslowakischer Meister 1961, 1962, 1963, 1964
- Tschechoslowakischer Pokal-Sieger 1961
- Torschützenkönig 1961 (17 Tore; gemeinsam mit Ladislav Pavlovič)

## Sonstiges
Das Erstrundenrückspiel am 20. November 1963 gegen Górnik Zabrze, der das Hinspiel im Wettbewerb um den Europapokal der Landesmeister 1963/64 mit 2:0 gewonnen hatte, gewann seine Mannschaft, mithilfe seiner beiden Tore in der 18. Minute zum 1:0 und 46. Minute zum 3:0, mit 4:1 und kam dadurch eine Runde weiter. Mit dem Ellenbogenstoß gegen seinen Kopf durch seinen entnervten Gegenspieler, Innenverteidiger Stanisław Oślizło, zog sich Kučera eine nachhaltige und dauerhafte Beeinträchtigung zu, der Leistungssport bzw. Spitzenfußball auf Dauer nicht mehr erlaubte. Der als brillanter Techniker und kaltblütiger Torschütze agierende Kučera, der seinerzeit als talentiertester Fußballspieler der Tschechoslowakei galt, gehörte seinen Verein noch bis 1967 an, bevor er rund eineinhalb Jahre noch für die Zweitvertretung von Slavia Prag spielte.